# Flauto cavo
Il flauto cavo è un particolare registro dell'organo.

## Struttura
Secondo il musicologo Peter Williams, il flauto cavo era un registro a flauto aperto con canne in metallo già noto in Germania nel corso del XVI secolo. Nel corso del XVII secolo divenne un flauto tappato. Jacob Adlung lo descrive come un flauto aperto quasi del tutto identico al Waldflöte. Dal XIX secolo identifica un registro ad anima formato da canne in legno aperte, dal timbro caratteristico.
È anche conosciuto come Flûte Creuse in Francia e Hohlflöte in Germania.